# Maria Lovisa von Saltza
Maria Lovisa von Saltza, född 1719, död 1793, var en svensk författare och poet, dotter till Ludvig von Saltza. Hon var ledamot i Kungliga Vetenskaps- och Vitterhetssamhället i Göteborg. Vid Gustav III:s trontillträde 1771 delades en hyllningsdikt i stenstil ut vid en oration i Göteborg av "Den wittra Fröken von Saltza". 